# Charlotte Leduc
Pour les articles homonymes, voir Leduc.
Charlotte Leduc, née le 18 juin 1980 à Senlis (Oise), est une archéozoologue, militante associative et femme politique française.
Membre de La France insoumise, elle est élue députée sous la bannière de la Nupes dans la 3e circonscription de la Moselle lors des élections législatives de 2022.

## Biographie
Née le 18 juin 1980 à Senlis, Charlotte Leduc est titulaire d'un doctorat en archéozoologie préhistorique soutenu en 2010 à l'université Paris 1 sous la direction de Joëlle Burnouf. Elle est chargée de recherche à l'Institut national de recherches archéologiques préventives (Inrap) et est une référence nationale sur la question des animaux du mésolithique,.
Elle milite auprès de l'association altermondialiste Attac à partir de 2015 et anime à ce titre la mobilisation contre le G7 à Metz en 2019. Elle participe également avec le collectif Stop Amazon à la lutte contre l’implantation d’un centre de distribution géant à Metz.
Candidate La France insoumise au sein de la coalition NUPES dans la troisième circonscription de la Moselle lors des élections législatives de 2022, elle arrive en tête au premier tour face à la candidate du Rassemblement national, Françoise Grolet (pt). Charlotte Leduc est élue au second tour avec 51,46 % des voix. C'est la première fois que la circonscription bascule à gauche. Elle devient membre de la commission des Finances de l'Assemblée nationale, ainsi que rapporteure du nouveau rapport spécial portant sur la lutte contre l’évasion fiscale.
À la suite de la dissolution parlementaire décidée par le président de la République Emmanuel Macron, elle se représente aux élections législatives de 2024. Elle se classe en 3e position à l'issue du premier tour avec 28,27 %, distancée par le candidat du Rassemblement National, Victor Chomard et la candidate UDI Nathalie Colin-Oesterlé. Bien que qualifiée pour le second tour, elle retire sa candidature pour empêcher l'élection d'un candidat du Rassemblement National. Nathalie Colin-Oesterlé est élue et lui succède.

## Résultats électoraux
| Année | Parti | Parti | Circonscription  | 1er tour | 1er tour | 1er tour | 2d tour | 2d tour | 2d tour | Issue   |
| Année | Parti | Parti | Circonscription  | Voix     | %        | Rang     | Voix    | %       | Rang    | Issue   |
| ----- | ----- | ----- | ---------------- | -------- | -------- | -------- | ------- | ------- | ------- | ------- |
| 2022  |       | LFI   | 3e de la Moselle | 8 178    | 24,27    | 1re      | 14 012  | 51,46   | 1re     | Élue    |
| 2024  |       | LFI   | 3e de la Moselle | 13565    | 28,25    | 3e       | Retrait | Retrait | Retrait | Retrait |